# فرانسينا د. بلاو
فرانسينا د. بلاو (بالإنجليزية: Francine Dee Blau)‏ هي اقتصادية أمريكية، ولدت في 29 أغسطس 1946 في نيويورك في الولايات المتحدة.

## وصلات خارجية
- الموقع الرسمي